# Tell Brak
Tell Brak, in de oudheid bekend als Nagar, is een archeologische vindplaats aan de bovenloop van de rivier de Khabur in het gouvernement Al-Hasakah in het noordoosten van Syrië. De lokale godheid was bekend als dNIN Na-gàrKI gelezen als  Bēlat-Nagar: de Vrouwe van Nagar.

De tell, of nederzettingsheuvel, was bewoond in het 6e tot en met het 2e millennium v.Chr. De heuvel is 40m hoog en beslaat ongeveer 130ha en is daarmee een van de grootste vindplaatsen van noordelijk Mesopotamië.

## Opgravingen
Tell Brak werd eerst opgegraven door de Britse archeoloog Sir Max Mallowan in 1937 en 1938. Een groep van het Instituut voor Archaeologie van de University of London en later van het McDonald Instituut voor Archeologisch Onderzoek van de University of Cambridge geleid door David en Joan Oates werkten er 14 seizoenen tussen 1976 and 1993. Na de groep van Oates werd Roger Matthews de leider van de opgraving. In 1998 werd Geoff Emberling, die deelgenomen had aan de Matthews ploeg, mededirecteur (1998–2004) samen met Helen McDonald die er lang registrar en tekenaar geweest was. Het werk werd mede gefinancierd door het Britse Instituut voor de Studie van Irak en de Metropolitan Museum of Art. Augusta McMahon van de University of Cambridge,  nam de leiding als directeur te velde over in het voorjaar van 2006.

## Geschiedenis

### Halafperiode
Er bestond al een kleine nederzetting op deze plek rond 6000 v.Chr. en er is materiaal van het late neolithicum van de Halafcultuur gevonden.

### Late kopertijd
Bewoning duurde voort tot in de daaropvolgende Obeid- en Urukperiodes. Opgravingen en onderzoek vanaf het oppervlak van de plaats laten een stad zien die zich ontwikkelde van het vroege 4e millennium (Laat-chalcolitisch 3). Dit maakt de stad een tijdgenoot van de beter bekende steden van het zuiden van Mesopotamië of wellicht is ze zelfs van iets vroeger. Onder de publieke gebouwen van die tijd zijn de administratieve gebouwen met werkplaatsen en kleiovens aan de noordzijde (TW gebied).
Vanaf 3500 v.Chr. werd Brak net als vele andere nederzettingen in noordelijk Mesopotamië deels gekoloniseerd door immigranten uit het zuiden van de late Urukcultuur. Onder de uitgebreide vondsten van de late urukperiode is een standaardtekst voor opgeleide schrijvers (de tekst van de "Standaard Beroepen", bekend van Uruk IV). Het maakte deel uit van de gestandaardiseerde opleiding die schrijvers ontvingen in het 3e millennium over een groot gebied van Syrië en Mesopotamië..
Het beroemdste openbare gebouw van de late kopertijd (4e millennium) is echter de Oogtempel, zo genoemd naar de vele beeldjes met sterk benadrukte ogen, aan de zuidkant van de nederzetting. De tempel werd in 1937-38 gevonden en werd eerst gedateerd op 3500-3300 v.Chr., later bleek het nog ouder te zijn: 3900-3700 v.Chr. Er zijn honderden figuurtjes van albast met grote ogen ingemetseld in de tichels waaruit het gebouw is opgetrokken. Het oppervlak van de tempel was rijk versierd met kegels van klei, koperen panelen en goud, bewerkt in een stijl die te vergelijken is met de tempels van Sumer van deze tijd. Een dramatische ontdekking van recenter datum betreft de massagraven van 3800-3600 v.Chr. die laten zien dat de verstedelijking ook gepaard ging met een hogere graad van organisatie qua oorlogsvoering.

### Vroege bronstijd
Teksten van het 3 millennium in spijkerschrift van de stad Ebla en van Tell Brak zelf identificeren de stad als het Nagar van de oudheid. Het was een belangrijke schakel tussen de steden van de noordelijke Levant, oostelijk Anatolië en noordelijk Mesopotamië. Nagars actieve uitwisseling met Ebla in handel en in cultuur zijn ook vastgelegd en dat geldt ook voor de macht die het uitoefende over de buurstad Nabada. Een rond 2400 v.Chr. deels in vlammen opgegaan administratief gebouw of tempel in het centrum van Nagar (herontdekt in 1998) heeft een gebogen buitenmuur die doet denken aan het tempelovaal van Khafajah in centraal Mesopotamië. Geraamtes laten zien dat de stad ezels en onagers kruiste die gebruikt werden om karren en wagens te trekken voordat (rond 2300 v.Chr.) het paard ingevoerd was.
Uit de Eblaïtische archieven blijkt dat Nagar in de 25e/24e eeuw een van de vier steden was die om de hegemonie in het Jazira-gebied streden, samen met Mari, Ebla en Abarsal. Het was een tijdlang de bondgenoot van Ebla in haar rivaliteit met Mari. 

#### Akkadische tijd
In het late 3e millennium v.Chr. lag Nagar aan de noordrand van de Akkadische invloedssfeer. Naar het noorden heeft de stad Urkesh mogelijk een vorm van onafhankelijkheid weten te handhaven. De paleis-vesting van Naram-Sin van Akkad van de 22e eeuw, gebouwd in een tijd toen Nagar een noordelijk administratief centrum voor het Akkadische rijk was, was meer een depot voor vergaarde schatting en landbouwopbrengst dan een residentie. De opgravers kennen de Akkadiërs geen politieke controle toe over de stad en de politieke betekenis van de gevonden administratieve spijkerschriftdocumenten in het Akkadisch van het paleis zijn open voor interpretatie.. Aan het einde van de vroege bronstijd slonk de stad in grootte. Dit fenomeen is in de hele regio waargenomen en wordt bijvoorbeeld in Tell Leilan toegeschreven aan een dramatische klimaatverandering. Ook deze interpretatie is echter niet onomstreden. Hoewel de aanwijzingen voor een periode van grote droogte duidelijk zijn, zijn de effecten gecompliceerder dan een eenvoudige ontvolking. In Tell Brak kwam er waarschijnlijk een vrij abrupt einde aan de Akkadische heerschappij, gezien overhaast achtergelaten zaken van waarde. Hoe het Akkadische rijk precies ten einde ging is (2013) nog steeds niet duidelijk, maar Tel Brak bleef wel bewoond, zij het op bescheidener schaal. De productie veranderde wel; er worden bijvoorbeeld meer pijlschachten gevonden. Er worden nog steeds zegelafdrukken gevonden wat wijst op een geadministreerde economie, maar voorwerpen van grotere waarde  die op een uitgebreid handelsnetwerk zouden kunnen wijzen worden er niet gevonden. Na deze verarmde post-Akkadische periode houdt de bewoning van het merendeel van de vindplaats op.

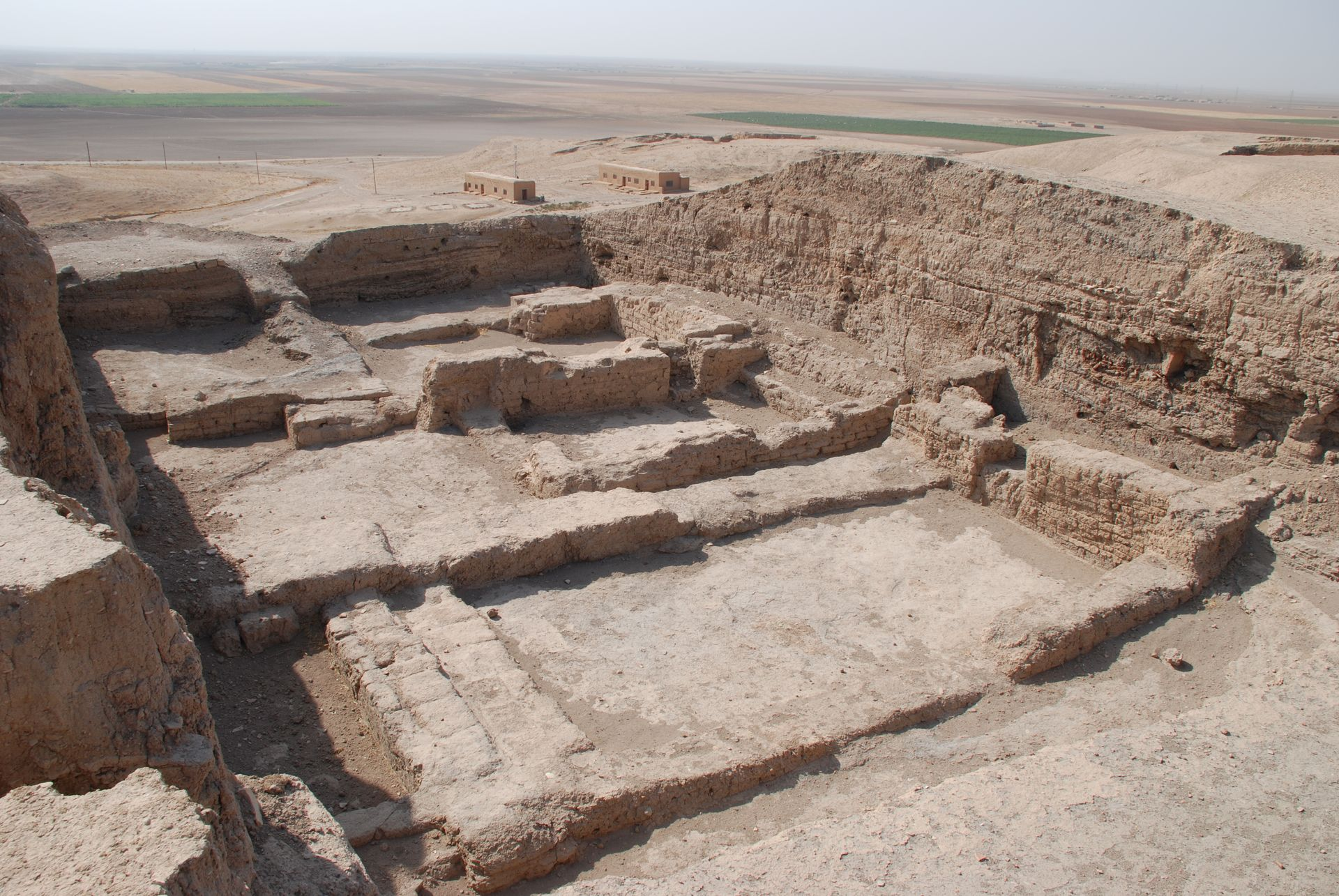
Het Mitanni-paleis van Tell Brak

### Midden-bronstijd
De lagen uit het vroege 2e millennium v.Chr. die overeenkomen met de Oud-Babylonische tijd en het rijk van Shamshi-adad I laten een vrij kleine nederzetting zien. Er zijn twee wijken met huizen, beperkt tot de hoogste rand van de heuvel.

### Late bronstijd
In de tweede helft van het 2e millennium v.Chr. bevatte het vrij kleine bewoonde deel van de stad een monumentaal paleis en een Mitanni-tempel, die dateert van ongeveer 1500-1360 v.Chr.  Er was een "buitenwijk" aan de noordelijk voet van de heuvel die wellicht nog meer huizen bevatte, maar dit deel is door moderne landbouw vrijwel vernield.

## Grootte
| Noord-Mesopotamië 3e millennium | Noord-Mesopotamië 3e millennium |
| Vindplaats                      | Grootte                         |
| ------------------------------- | ------------------------------- |
| Tell Taya                       | 155 ha                          |
| Tell Mozan                      | 120-150 ha                      |
| Tell Hamoukar                   | 105 ha                          |
| Kazane Höyük                    | 100 ha                          |
| Tell Khoshi                     | 92 ha                           |
| Tell Leilan                     | 90 ha                           |
| Tell Hadhail                    | 90 ha                           |
| Tell Farfara                    | 75 ha                           |
| Tell al-Hawa                    | 66 ha                           |
| Tell Chuera                     | 65 ha                           |
| Tell Brak                       | 40-65 ha                        |

Ondanks het belang van de stad is zij qua oppervlak aan de kleine kant. Ter vergelijking de grootte van een aantal andere vindplaatsen uit het 3e millennium in noordelijk Mesopotamië.